# Colorado State Rams

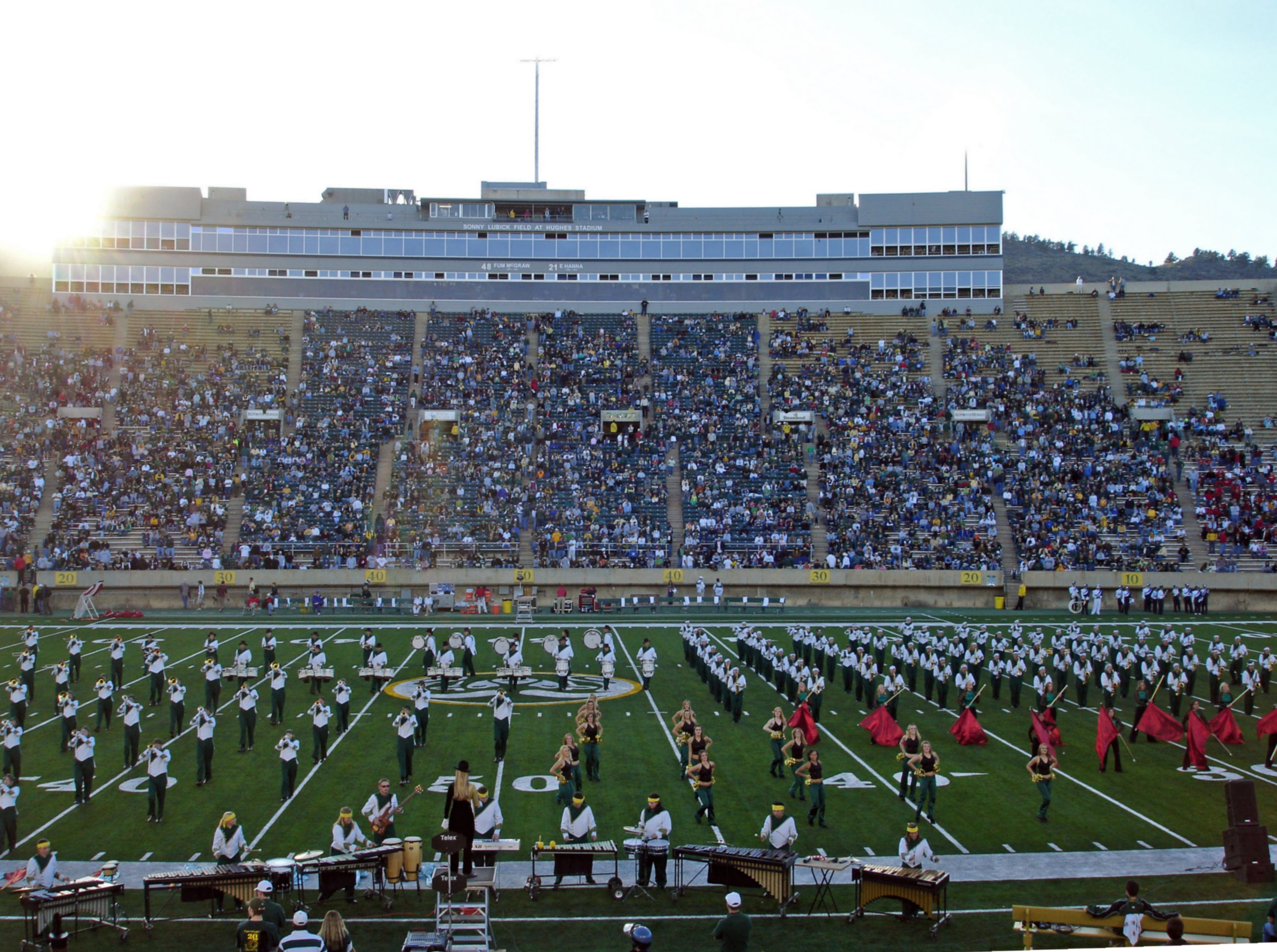
Hughes Stadium, antiguo estadio de fútbol americano.

Colorado State Rams (español: Carneros del Estado de Colorado) es el equipo deportivo de la Universidad Estatal de Colorado, situada en Fort Collins, Colorado. Los equipos de los Rams participan en las competiciones universitarias de la NCAA, y forman parte de la Mountain West Conference. 

## Historia
Antes de 1957, la Universidad de Colorado State se llamaba "Colorado Agriculture y Mechanical College", y los equipos deportivos eran denominados "Aggies". 
Los Rams compiten en la Mountain West Conference, el equipo de fútbol americano fue campeón de dicha competencia en los años 1999, 2000 y 2002. Colorado State tiene tres grandes rivales históricos, Colorado Buffaloes (el encuentro entre ambas universidades es conocido como "Rocky Mountain Showdown"), Air Force Falcons (siendo el ganador del partido de fútbol americano entre CSU-Air Force galardonado con el Premio Ram-Falcon) y Wyoming Cowboys (recibiendo en este caso el ganador el Bronze Boot). 
El conjunto masculino de lacrosse de Colorado State fue campeón nacional en 1999, 2001, 2003 y 2006, mientras que el de béisbol ha ganado el campeonato nacional de la asociación nacional de Baseball en 2004, 2005 y 2006. En el 2006, el equipo femenino de voleibol ganó el campeonato de Mountain West Conference, participando en el torneo de la NCAA y fue derrotado en la primera ronda.